# Isla Cristina
Isla Cristina è un comune spagnolo di 18 189 abitanti situato nella comunità autonoma dell'Andalusia.

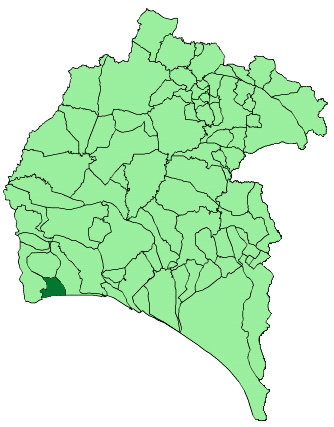
Mappa del comune nella provincia